# Щитовцы
Щитовцы (укр. Щитівці) — село в Залещицкой городской общине Чортковского района Тернопольской области Украины.
До 2020 года входило в Залещицкий район.
Код КОАТУУ — 6122083304. Население по переписи 2001 года составляло 580 человек.

## Географическое положение
Село Щитовцы находится на левом берегу реки Серет в месте впадения в неё реки Хромовая,
выше по течению на расстоянии в 1 км расположено село Касперовцы,
ниже по течению на расстоянии в 1 км расположено село Кулаковцы.

## История
- 1547 год — дата основания.

## Объекты социальной сферы
- Школа I ст.
- Клуб.
- Фельдшерско-акушерский пункт.